# Marko Milič
Marko Milič (* 7. Mai 1977 in Kranj, SR Slowenien) ist ein ehemaliger slowenischer Basketballspieler. Der 1,99 m große Power Forward war der erste Slowene in der NBA.

## Karriere
Milič, dessen Mutter Metka Papler Diskuswerferin und dessen Vater Vladimir Milić Olympiateilnehmer im Kugelstoßen war, war als Jugendlicher Zehnkämpfer, er spielte Rollhockey, Wasserball und Basketball. Er wurde bereits mit 16 Jahren 1993 Mitglied der slowenischen Nationalmannschaft. Mit Olimpija Ljubljana wurde er dreimal slowenischer Meister, davon zweimal 1995 und 1997 als Double verbunden mit dem Sieg im nationalen Pokalwettbewerb. 1995 stellte er bei einer Schauveranstaltung eindrucksvoll seine Sprungkraft unter Beweis, als er einen vor dem Korb abgestellten Sportwagen übersprang und anschließend den Ball per Dunking im Ring versenkte.
1997 wechselte er aus Slowenien in die NBA zu den Philadelphia 76ers, spielte dort jedoch in keiner NBA-Partie. Dies änderte sich zwar bei den Phoenix Suns, doch in anderthalb Spielzeiten kam er nur auf insgesamt 220 Minuten Einsatzzeit. Unterbrochen wurde diese Zeit durch den Lockout in der NBA 1998. Während dieser Zeit spielte Milič für Fenerbahçe Istanbul in der Türkiye Basketbol Ligi.
1999 kehrte Milič zu Union Olimpija nach Ljubljana zurück, das jedoch seinen Meistertitel nicht verteidigen konnte. Nach einer Saison bei Real Madrid, in der man in den Endspielen der spanischen Meisterschaft und des Pokalwettbewerbs „Copa del Rey“ unterlag, folgten fünf Jahre, in denen Milič in Italien für Fortitudo Bologna, in Roseto und Pesaro sowie für Virtus Bologna spielte. Mit Fortitudo Skipper wurde er einmal italienischer Vizemeister und stand mit Scavolini Pesaro einmal im Endspiel des Pokalwettbewerbs.
2006 kehrte er zu Olimpija Ljubljana zurück. Anfang 2007 spielte er noch einmal kurzzeitig für Real Madrid und wurde mit diesem Verein spanischer Meister sowie Sieger des ULEB Cups, wobei er nur wenige Spiele im Einsatz war, bevor er aufgrund einer Verletzung den Rest der Saison verpasste. Anschließend folgte die erneute Rückkehr nach Ljubljana, wo er mit Union Olimpija 2008 und 2009 erneut zwei Doubles gewann.
2009 wechselte Milič in die französische LNB Pro A zum Verein Entente Orléans, den er jedoch nach wenigen Spielen Anfang Dezember 2009 bereits wieder verließ. Daraufhin kehrte Milič Anfang 2010 erneut in die italienische Lega Basket Serie A zurück und spielte für den Aufsteiger Vanoli Cremona. In den folgenden zweieinhalb Spielzeiten reichte es jeweils nur zum Klassenerhalt. Anfang Dezember 2012 folgte er dem ehemaligen slowenischen Nationaltrainer Memi Bečirovič zu Mahram Teheran in die iranische Superliga. Im März 2013 wechselte er in die kuwaitische Division I zum al-Kuwait SC, wo er bis 2015 blieb.
Milič nahm mit der slowenischen Nationalmannschaft an sechs Europameisterschaften (1995, 1997, 1999, 2001, 2003, 2005) sowie der Weltmeisterschaft 2006 teil. Bei der Europameisterschaft 2007 fehlte er verletzungsbedingt. Er wurde in insgesamt 59 Länderspielen eingesetzt.